# Gun Carlson
Ruth Ulla Gun Carlson, född Karlsson 17 augusti 1939 i Sund Kulla, är en åländsk centerpartistisk politiker. 

## Biografi
Carlsson utbildade sig till sjuksköterska i Helsingfors, varefter hon arbetade några år i yrket där. Därefter vidareutbildade hon sig till hälsovårdare.
Efter 15 år som hemmafru och ansvarig för sina barns uppfostran återkom Carlson till yrkeslivet via ett antal olika vikariat på olika platser i Åland. Detta inkluderade arbete som avdelningssköterska på vårdinrättningen Gullåsen. Efter det fortsatte hon in på det politiska området.
1995 utsågs Gun Carlson till social- och miljöminister – även med jämställdhetsfrågor och jakt – vid landskapsstyrelsen (dagens landskapsregering). Efter detta övergick hon till en roll som utbildnings- och kulturminister.
Carlson var ledamot av Ålands lagting från 1995 och fram till 2011, under 2007 som första vice talman. Carlson har varit politiskt aktiv i Ålands lagting för Åländsk Center.
Även på senare år har Gun Carlson varit aktiv på Gullåsen. Både 2010 och 2015 var hon vice ordförande för dess förvaltning.
Carlson bor i Hammarland Hellesby.